# Martin Weber (Fussballspieler)
Martin Weber (* 24. Oktober 1957 in Bargen) ist ein ehemaliger Schweizer Fussballspieler. Er spielte für den Berner Verein BSC Young Boys und die Schweizer Fussballnationalmannschaft und war vom Mai bis Juni 1999 Interimstrainer der Young Boys. 
Seine Position war die des Verteidigers, anfangs als Vorstopper, später als Libero. Er ist mit 578 absolvierten Pflichtspielen (499 Meisterschaft Nationalliga A, 59 Schweizer Cup, 12 Europapokal, 6 Ligacup und 2 Supercup) der Spieler mit den meisten Einsätzen für den BSC Young Boys.
In der Saison 1978/1979 spielte Weber zunächst für den FC Biel-Bienne, von 1979 bis 1995 für den BSC Young Boys. 1986 gewann er mit seinem Verein die Schweizer Meisterschaft und 1987 den Schweizer Cup.
Er bestritt insgesamt 32 Länderspiele der A-Nationalmannschaft der Schweiz.
Von 2009 bis 2011 war er Trainer des 1.-Liga-Vereins SC Düdingen.